# Rue Saint-Paul (Québec)
Pour les articles homonymes, voir Rue Saint-Paul.
La rue Saint-Paul est une rue historique de la ville de Québec.

## Situation et accès
Elle est située dans le Vieux-Port de Québec, près du port face au bassin Louise. On y trouve des galeries d’art, des antiquaires et des restaurants. Plusieurs maisons sont classées monuments historiques.

## Origine du nom
La rue Saint-Paul, ouverte en 1816, a probablement été nommée ainsi en raison de sa proximité avec la rue Saint-Pierre, les deux saints étant souvent associés dans la tradition catholique.

## Bâtiments remarquables et lieux de mémoire
- Maison George-Larouche [2]

353-355, rue Saint-Paul, ancien cabaret Chez Gérard.
- Maison Anne-Hamilton (ou Lamarche)[3]

131, rue Saint-Paul, maison-magasin de type urbain érigée en 1864.
- Maison Jean-Étienne-Jayac (ou Morency)[4]

133, rue Saint-Paul, maison-magasin de 1865.
- Maison Benjamin-Tremain (ou Giguère)[5]

137, rue Saint-Paul, résidence urbaine de trois étages (1820-1860).
- Maison Mercier[6]

113, rue Saint-Paul, maison-magasin (1727-1803-1843).

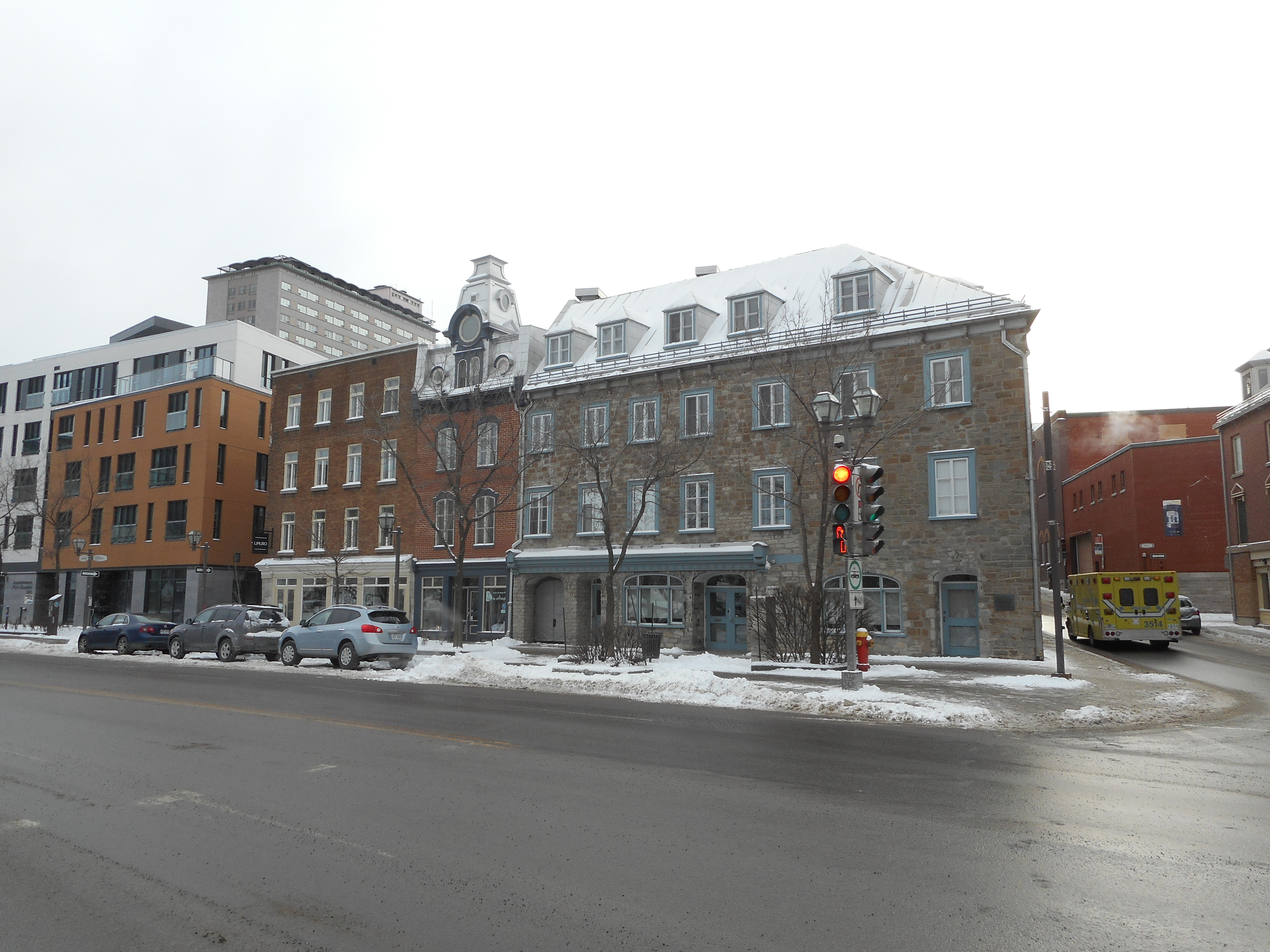
Maison George-Larouche.
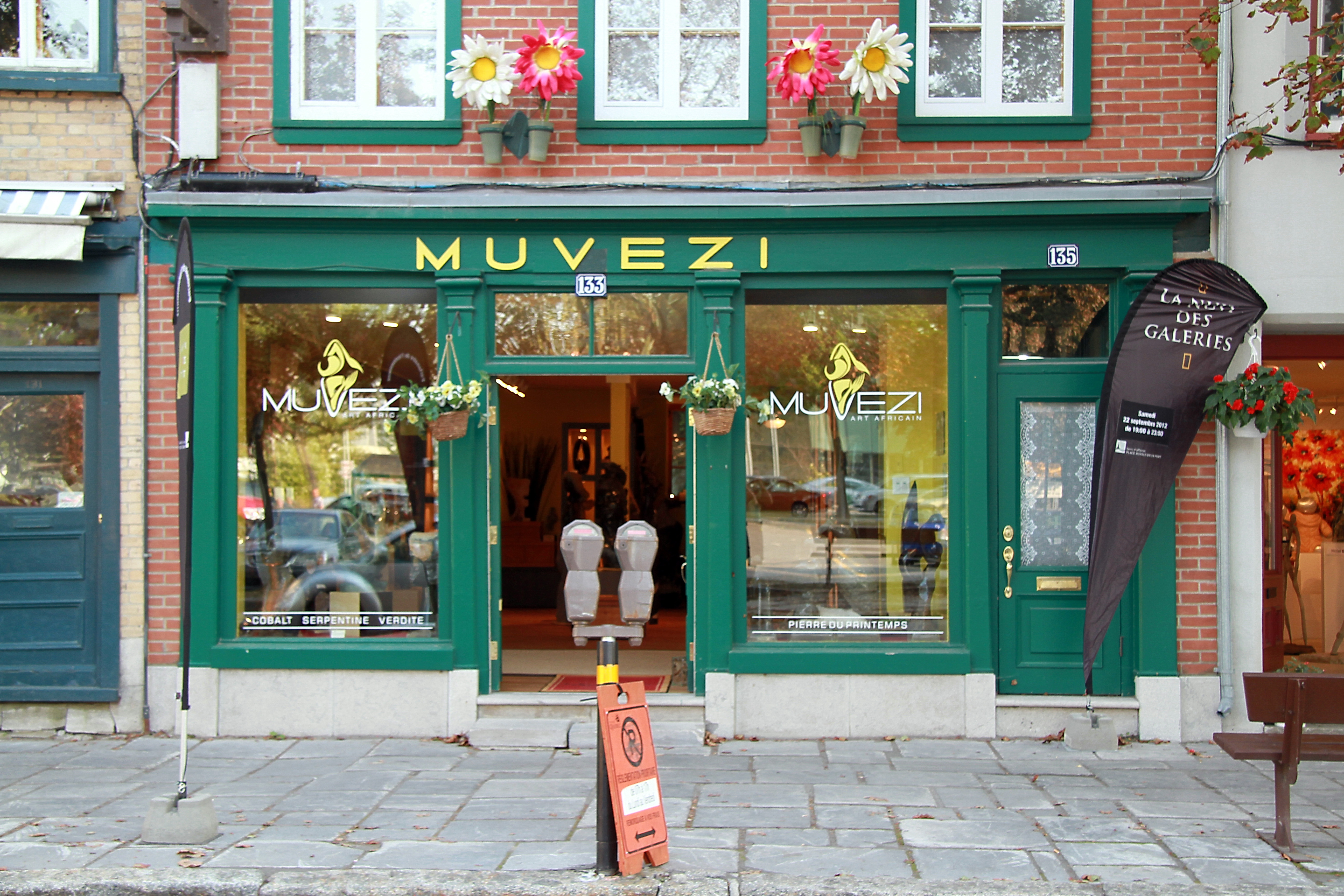
Maison Jean-Étienne-Jayac.
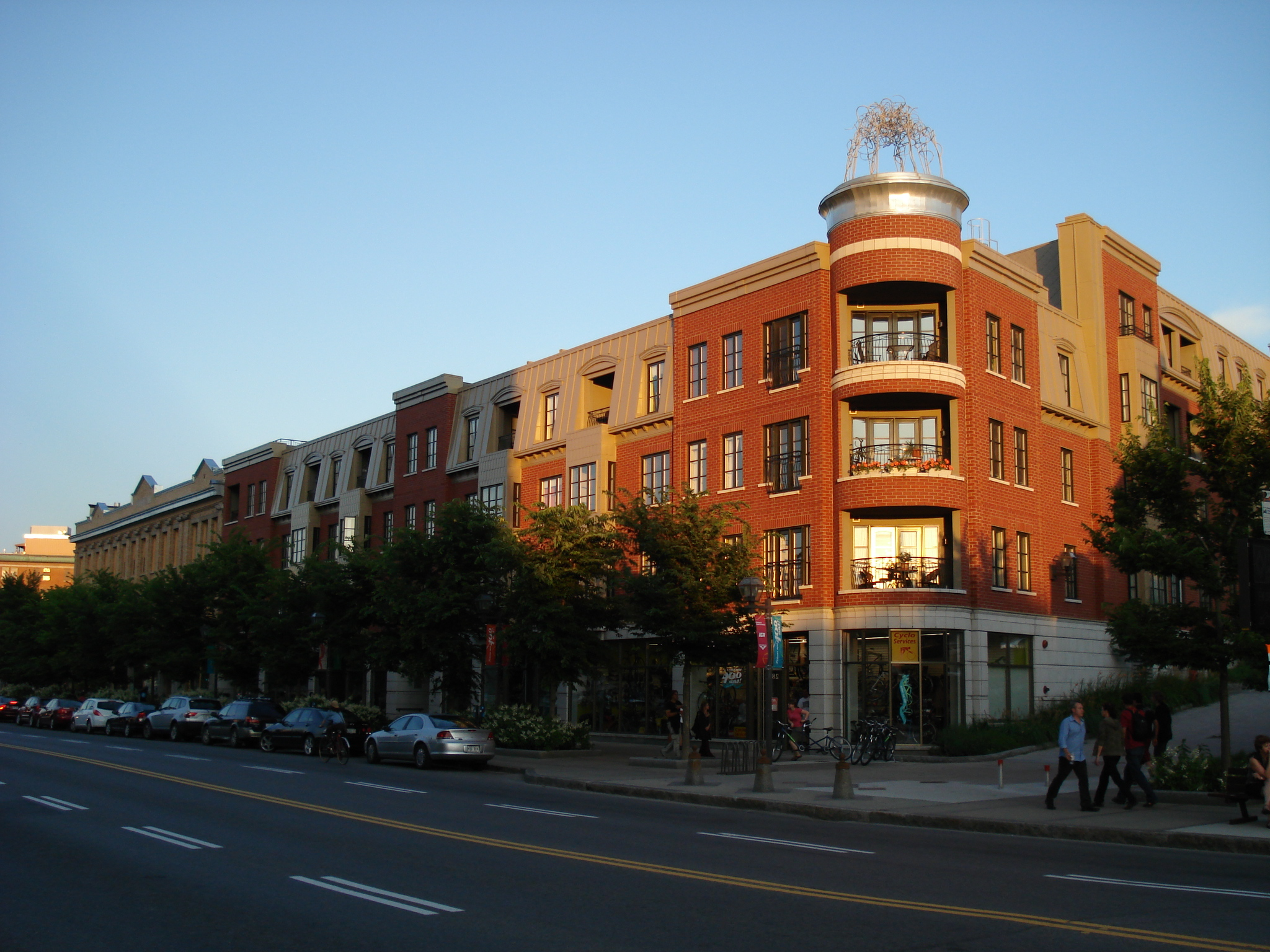
Immeuble au 289.